# Fabian Busch
Fabian Busch (ur. 1 października 1975 w Berlinie) – niemiecki aktor filmowy, telewizyjny i teatralny.

## Filmografia

### filmy
- 1998: 23 jako David
- 2004: Upadek jako SS-Obersturmbannführer Stehr
- 2008: Kod Karola Wielkiego jako Justus
- 2008: Lektor jako adwokat, obrońca Hanny
- 2012: Poszukiwacze Bursztynowej Komnaty (Die Jagd nach dem Bernsteinzimmer, TV) jako Justus Zacharias
- 2013: O rybaku i jego żonie (TV) jako rybak Hein
- 2015: On wrócił jako Fabian Sawatzki

### seriale TV
- 2000: Tatort: Quartett in Leipzig jako Manuel Frei
- 2007: Tatort: Der Tote vom Straßenrand jako Alexander Rabnik
- 2010: Tatort: Der Schrei jako Tom Heye
- 2012: Tatort: Ordnung im Lot jako Ruben Tomic
- 2014: Telefon 110 (Polizeiruf 110: Käfer und Prinzessin) jako Paul Singer
- 2014: Tatort: Vielleicht jako Robert Meinhardt, psycholog policyjny
- 2017: Fargo jako Jakob Ungerleider
- 2018: Tatort: Meta jako Felix Blume